# Шашубай
Шашуба́й (каз. Шашубай) — селище у складі Актогайського району Карагандинської області Казахстану. Адміністративний центр та єдиний населений пункт Шашубайської селищної адміністрації.
Населення — 2417 осіб (2021; 2148 у 2009, 2368 у 1999, 4605 у 1989).
Станом на 1989 рік селище мало статус селища міського типу, до 2006 року називалось Озерний.